# Городок (фильм, 1991)
«Городок» (хинди कस्बा, Kasba) ― индийский драматический фильм 1991 года. Автор сценария и режиссёр ― Кумар Шахани. Сюжет основан на повести «В овраге» русского писателя Антона Павловича Чехова. Фильм считается важной работой движения индийского параллельного кино. Это был одним из последних фильмов данного направления, перед тем как оно исчерпало себя в начале 1990-х годов.

## Сюжет
Сюжет сосредотачивается вокруг малого городского предпринимателя по имени Манирам, который получает большую прибыль, обманывая людей и продавая им несвежую еду. Его дела ведёт невестка Тежу, которая состоит замужем за умственно отсталым младшим сыном Манирама. Старший сын Манирама возвращается в город, чтобы сыграть свадьбу, но все его дела начинают идти наперекосяк. Он убегает от жены после их брачной ночи, и заканчивает тем, что его арестует полиция в Дели. Полиция проводит расследование в отношении бизнеса, а Тежу начинает сходить с ума от своей алчности.

## Награды и критика
«Городок» стал третьим фильмом Кумара Шахани, который был удостоен кинопремии Filmfare Awards в номинации «Лучший фильм по мнению критиков».
«Городок» получил характеристику медленного и мелодраматического фильма, нехарактерного для стиля Шахани. Тем не менее он получил признание от большинства критиков. Киноблог Ellipsis дал положительную рецензию на фильм, отметив, что «одним из самых впечатляющих эстетических элементов фильма является позиционирование кинокамеры, которая движется параллельно психологическому и эмоциональному настрою героев, а окна и дверные проёмы появляются многократно на протяжении действий персонажей таким образом, что внешние пейзажи сливаются воедино с интерьером, создавая ощущение социальной инерции и даже сельского декаданса. Порой, Шахани делает акцент на обряды и традиции, связанные с историей семьи, что напоминает философский подход, характерный для антропологов».